# Rakítnoie (Bélgorod)
|  | Per a altres significats, vegeu «Rakítnoie». |

Rakítnoie - Ракитное (rus) - és un poble (un possiólok) de l'óblast de Bélgorod, a Rússia. El 2021 tenia 10.048 habitants. És la seu administrativa del districte (raion) homònim.